# UU Aurigae
Désignations
UU Aurigae (en abrégé UU Aur) est une étoile carbonée de la constellation boréale du Cocher. Elle est située à environ 341 pc (∼1 110 al) de la Terre, et elle s'en éloigne à une vitesse radiale héliocentrique de +14,1 km/s. C'est une étoile variable qui devient parfois assez brillante pour être visible à l'œil nu.

## Description
UU Aurigae est une étoile carbonée évoluée de la branche asymptotique des géantes (AGB). Son type spectral répertorié dans le General Catalogue of Variable Stars (GCVS) est C5,3-C7,4(N3). « N3 » fait référence à un ancien type de classification où les étoiles carbonées étaient classées selon les types spectraux N ou R ; l'indice numérique était alors plus corrélé à l'intensité de la chimie du carbone qu'à la température. La notation « C5-C7 » indique quant à elle qu'il existe plusieurs classifications qui utilisent le système de Morgan-Keenan, où ce premier indice numérique correspond mieux à la température de l'étoile. Dans le cas de UU Aurigae, les types de C5 à C7 sont approximativement équivalents à une étoile de type M précoce. Les deuxièmes indices numériques — ceux qui sont placés derrière les virgules —, c'est-à-dire 3 ou 4, indiquent l'intensité des raies de Swan dans le spectre, selon une échelle qui va de 1 à 5. En utilisant le schéma de Morgan-Keenan révisé, plus récent, un type spectral de C-N5- C2 6- a été publié pour l'étoile, « C-N5 » indiquant une étoile carbonée de type N avec un indice de température de 5-, et une raie de Swan d'une intensité de 6- sur une échelle qui va de 1 à 8.

## Variabilité

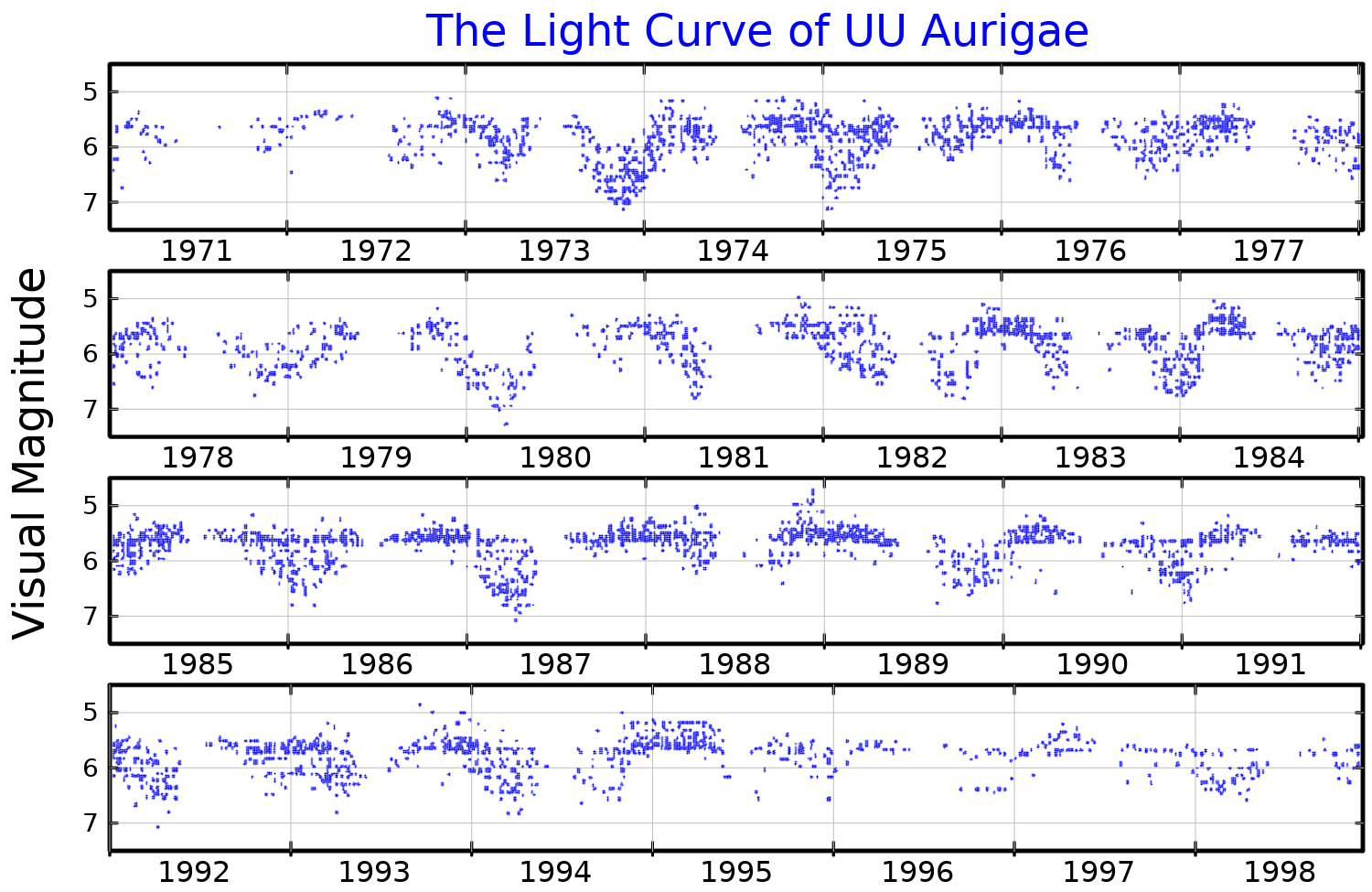
Courbe de lumière de UU Aurigae de 1971 à 1998, adaptée de Howarth (2001).

UU Aurigae est une étoile variable semi-régulière de sous-type SRb, indiquant qu'il s'agit d'une géante rouge avec des variations de luminosité assez mal définies. Sa magnitude apparente varie entre 4,9 et 7,0. John Birmingham est le premier à avoir remarqué sa variabilité, en observant l'étoile entre 1871 et 1875. Thomas William Backhouse a confirmé sa variabilité en 1905, à partir d'observations faites entre 1894 et 1904. Elle a ainsi reçu la désignation d'étoile variable UU Aurigae en 1912,. La période donnée dans le GCVS est de 441 days, mais il existe également une variation marquée avec une période de 235 jours. En utilisant des observations de la British Astronomical Association réalisées entre 1971 et 1998, ses périodes de variation ont été calculées comme valant 439,4 et 233,1 jours.

## Environnement
La diamètre angulaire de UU Aurigae a été directement mesuré par interférométrie à très longue base (VLBI) et vaut 12,07 ± 0,22 mas. Autour de l'étoile, il existe une coquille de poussières composée essentiellement de carbone amorphe et de carbure de silicium (SiC), avec le SiC qui apparaît à une distance de trois fois le rayon de l'étoile, et le carbone amorphe à une distance de neuf fois son rayon. On trouve également une coquille riche en carbone à 300 rayons stellaires et deux coquilles riches en oxygène encore plus loin. UU Aurigae possède également un arc de choc d'une taille de 0,14 pc, créé par son mouvement dans le milieu interstellaire.